# Glossadelphus similans
Glossadelphus similans là một loài Rêu trong họ Hypnaceae. Loài này được (Bosch & Sande Lac.) M. Fleisch. mô tả khoa học đầu tiên năm 1923.